# N-甲基脯氨酸甲酯
N-甲基脯氨酸甲酯是一种有机化合物，化学式为C7H13NO2。它可由脯氨酸甲酯、原甲酸三甲酯和氢气在三氟乙酸及催化剂存在下反应制得。它和氟硼酸反应，可以得到相应的氟硼酸盐。它和碘甲烷反应，可以得到N,N'-二甲基脯氨酸甲酯碘化物。